# Acadia Valley
Acadia Valley ist ein Weiler (englisch Hamlet) im Südosten der kanadischen Provinz Alberta. Er befindet sich etwa 320 Kilometer östlich von Calgary nahe dem Alberta Highway 41. Der Weiler liegt in der Region Süd-Alberta, nur wenige Kilometer von der Grenze zur benachbarten Provinz Saskatchewan entfernt und ist Verwaltungssitz des Municipal District of Acadia No. 34.

## Demographie
Der Zensus im Jahr 2016 ergab für die Gemeinde eine Bevölkerungszahl von 149 Einwohnern, nachdem der Zensus im Jahr 2011 für die Gemeinde noch eine Bevölkerungszahl von 137 Einwohnern ergab. Die Bevölkerung hat dabei im Vergleich zum letzten Zensus im Jahr 2011 schwächer als die Entwicklung in der Provinz nur um 8,8 % zugenommen, während der Provinzdurchschnitt bei einer Bevölkerungszunahme von 11,6 % lag. Im Zensuszeitraum 2006 bis 2011 hatte die Einwohnerzahl in der Gemeinde entgegen dem Durchschnitt um 2,1 % abgenommen, während sie im Provinzdurchschnitt um 10,8 % zunahm.